# Allevard
Allevard és un municipi francès situat al departament de la Isèra i a la regió d'Alvèrnia-Roine-Alps. L'any 2007 tenia 3.824 habitants.

## Demografia

### Població
El 2007 la població de fet d'Allevard era de 3.824 persones. Hi havia 1.631 famílies de les quals 544 eren unipersonals (187 homes vivint sols i 357 dones vivint soles), 435 parelles sense fills, 457 parelles amb fills i 195 famílies monoparentals amb fills.
La població ha evolucionat segons el següent gràfic:
Habitants censats

### Habitatges
El 2007 hi havia 2.870 habitatges, 1.654 eren l'habitatge principal de la família, 1.007 eren segones residències i 208 estaven desocupats. 1.253 eren cases i 1.602 eren apartaments. Dels 1.654 habitatges principals, 1.009 estaven ocupats pels seus propietaris, 590 estaven llogats i ocupats pels llogaters i 56 estaven cedits a títol gratuït; 78 tenien una cambra, 237 en tenien dues, 353 en tenien tres, 417 en tenien quatre i 568 en tenien cinc o més. 1.065 habitatges disposaven pel capbaix d'una plaça de pàrquing. A 770 habitatges hi havia un automòbil i a 650 n'hi havia dos o més.

### Piràmide de població
La piràmide de població per edats i sexe el 2009 era:
| Homes | Edats   | Dones |
| ----- | ------- | ----- |
| 0     | 95 o +  | 8     |
| 4     | 90 a 94 | 28    |
| 24    | 85 a 89 | 72    |
| 24    | 80 a 84 | 24    |
| 56    | 75 a 79 | 68    |
| 64    | 70 a 74 | 68    |
| 80    | 65 a 69 | 100   |
| 76    | 60 a 64 | 104   |
| 56    | 55 a 59 | 88    |
| 92    | 50 a 54 | 72    |
| 88    | 45 a 49 | 88    |
| 124   | 40 a 44 | 104   |
| 128   | 35 a 39 | 108   |
| 148   | 30 a 34 | 92    |
| 88    | 25 a 29 | 132   |
| 52    | 20 a 24 | 76    |
| 108   | 15 a 19 | 64    |
| 105   | 10 a 14 | 100   |
| 96    | 5 a 9   | 88    |
| 120   | 0 a 4   | 80    |

## Economia
El 2007 la població en edat de treballar era de 2.353 persones, 1.843 eren actives i 510 eren inactives. De les 1.843 persones actives 1.675 estaven ocupades (870 homes i 805 dones) i 168 estaven aturades (84 homes i 84 dones). De les 510 persones inactives 173 estaven jubilades, 178 estaven estudiant i 159 estaven classificades com a «altres inactius».

### Ingressos
El 2009 a Allevard hi havia 1.725 unitats fiscals que integraven 4.111,5 persones, la mediana anual d'ingressos fiscals per persona era de 18.778 €.

### Activitats econòmiques
Dels 300 establiments que hi havia el 2007, 10 eren d'empreses extractives, 5 d'empreses alimentàries, 7 d'empreses de fabricació d'altres productes industrials, 23 d'empreses de construcció, 51 d'empreses de comerç i reparació d'automòbils, 6 d'empreses de transport, 52 d'empreses d'hostatgeria i restauració, 2 d'empreses d'informació i comunicació, 7 d'empreses financeres, 17 d'empreses immobiliàries, 22 d'empreses de serveis, 83 d'entitats de l'administració pública i 15 d'empreses classificades com a «altres activitats de serveis».
Dels 68 establiments de servei als particulars que hi havia el 2009, 1 era una oficina d'administració d'Hisenda pública, 1 gendarmeria, 1 oficina de correu, 3 oficines bancàries, 5 tallers de reparació d'automòbils i de material agrícola, 1 autoescola, 5 paletes, 2 guixaires pintors, 2 fusteries, 5 lampisteries, 2 electricistes, 3 empreses de construcció, 7 perruqueries, 1 veterinari, 22 restaurants, 5 agències immobiliàries i 2 salons de bellesa.
Dels 35 establiments comercials que hi havia el 2009, 2 eren supermercats, 1 una gran superfície de material de bricolatge, 2 botigues de més de 120 m², 1 una botiga de menys de 120 m², 4 fleques, 1 una carnisseria, 4 llibreries, 3 botigues de roba, 1 una botiga d'electrodomèstics, 1 una botiga de mobles, 9 botigues de material esportiu, 1 un drogueria, 2 perfumeries, 1 una joieria i 2 floristeries.
L'any 2000 a Allevard hi havia 13 explotacions agrícoles.

## Equipaments sanitaris i escolars
El 2009 hi havia 2 farmàcies i 1 ambulància.
El 2009 hi havia 1 escola maternal i 2 escoles elementals. A Allevard hi havia 1 col·legi d'educació secundària i 1 liceu tecnològic. Als col·legis d'educació secundària hi havia 392 alumnes i als liceus tecnològics 143.

## Ciutats agermanades
- Menaggio, Itàlia (1991)

## Poblacions més properes
El següent diagrama mostra les poblacions més properes.